# Jumala
Jumala est un dieu créateur de la mythologie finlandaise. Il attache une extrême importance aux chênes. Il est remplacé par le dieu Ukko, mais pour le ciel et l'air uniquement, capable de faire venir la pluie pour la fertilité des terres. La femme d'Ukko, Akka, a conseillé à Jumala une relation avec Madder-Akka, la déesse créatrice des Lapons.